# Ái Vân
NSƯT Ái Vân (sinh ngày 30 tháng 10 năm 1954) là một ca sĩ thuộc dòng nhạc nhẹ và dân ca được nhiều người biết đến trong thập niên 1970 và 1980 tại Việt Nam qua các bài hát như Triệu bông hồng, Trăng chiều hay Bài ca xây dựng. Từ năm 1990 Ái Vân bắt đầu ở lại Đức và sau đó sang Hoa Kỳ sinh sống và biểu diễn.

## Tiểu sử
Ái Vân sinh ngày 30 tháng 10 năm 1954 trong một gia đình có truyền thống nghệ thuật ở phố Huế, Hà Nội. Mẹ là nghệ sĩ Ái Liên, bố là Hà Quang Định, chủ hãng Việt Film (Hãng phim tư nhân đầu tiên tại Việt Nam). Cô là người con thứ 12 trong số 14 người con.
Từ năm 1969 đến năm 1978 Ái Vân học nhạc tại Nhạc viện Hà Nội rồi tham gia công tác tại Đoàn Ca múa nhạc nhẹ Trung ương. Năm 1990 Ái Vân được Đoàn cử sang Cộng hòa Dân chủ Đức học nhằm bồi dưỡng cô trở thành cán bộ văn hóa nòng cốt. Tuy nhiên Ái Vân đã quyết định ở lại. Theo nghệ sĩ Mạnh Hà, nguyên giám đốc Đoàn Ca múa thì Ái Vân xin ở lại vì hoàn cảnh riêng chứ không phải vì rời bỏ quê hương. Cũng theo nghệ sĩ Mạnh Hà thì Ái Vân chỉ ly dị sau khi đã sang Đông Đức và cô ở lại cũng theo xu hướng thời đó khi Bức tường Berlin sụp đổ chứ không phải vì có chuẩn bị từ trước. Tới năm 1994, Ái Vân chuyển từ Đức sang Hoa Kỳ sinh sống và biểu diễn, tại đây cô được khán giả yêu thích qua các bài dân ca, tình ca hay hoạt cảnh mang màu sắc dân tộc. Đến năm 2002 cô mới quay trở lại Việt Nam biểu diễn ở quê nhà tại Cung Văn hóa Hữu nghị Hà Nội.

## Sự nghiệp
Được xem như một trong những ca sĩ nhạc nhẹ đầu tiên của Hà Nội, tên tuổi của Ái Vân gắn liền với nhiều ca khúc nhạc nhẹ như Triệu bông hồng hay Bài ca xây dựng, ca khúc đã đem lại cho Ái Vân Giải thưởng lớn tại Liên hoan Âm nhạc quốc tế Dresden, giải thưởng nhạc nhẹ đầu tiên trên trường quốc tế của Việt Nam.
Ngoài sự nghiệp ca hát, Ái Vân còn tham gia một số bộ phim của Điện ảnh Việt Nam là vai chính trong Chị Nhung và hai vai phụ trong Chú rể đi đâu, Bản danh sách mật. Tuy nhiên, theo cô thì do không tìm được vai diễn phù hợp và lại được đào tạo bài bản về âm nhạc nên Ái Vân quyết định đi theo con đường này.
Năm 1988, Ái Vân được phong tặng danh hiệu Nghệ sĩ ưu tú khi chỉ mới 36 tuổi, là một trong hai nghệ sĩ trẻ nhất được phong tặng danh hiệu ở đợt này (cùng Như Quỳnh), danh hiệu này ít được nhắc tới trong sự nghiệp của Ái Vân.
Đầu những năm 2000, Ái Vân phát hiện mình bị ung thư ngực và phải hóa trị, nên thời gian này cô dần ít xuất hiện trên sân khấu.
Khi ra nước ngoài, Ái Vân đã cộng tác nhiều năm với các chương trình Paris by Night của Trung tâm Thúy Nga và Trung tâm Asia, trước khi trở về Việt Nam năm 2002.
Năm 2016, Ái Vân cho phát hành cuốn tự truyện mang tên "Để Gió Cuốn Đi"

## Gia đình
Trong thời gian ở Việt Nam, Ái Vân đã hai lần lập gia đình với nghệ sĩ kịch câm Đặng Dũng và sau đó là biên đạo múa Trần Bình vào năm 1982, cô chỉ ly hôn Trần Bình sau khi đã sang Đức năm 1990. Sau khi sang Hoa Kỳ, Ái Vân lập gia đình lần thứ ba với một kỹ sư tin học. Cô có với Trần Bình một con trai và có với người chồng hiện tại một con gái.
Ái Vân có hai em gái là Ái Thanh và Ái Xuân cũng hoạt động trong lĩnh vực sân khấu, và hai người anh, một người theo nghiệp cải lương và đạo diễn sân khấu, một người là họa sĩ trang trí sân khấu.
Hiện tại Ái Vân cùng chồng vẫn đang cư ngụ tại California, Hoa Kỳ.

## Những ca khúc nổi tiếng
Ái Vân đã hát thành công những bài hát sau:
- Triệu bông hồng (Nhạc Latvia)
- Ru con mùa đông
- Trăng chiều
- Em đứng giữa giảng đường hôm nay
- Người ơi người ở đừng về
- Bài ca xây dựng
- Và con tim đã vui trở lại
- Tango Say

Ngoài ra cô cũng trình bày rất xuất sắc những nhạc phẩm mang âm hưởng dân ca.

## CD
- TNCD019: Bài Tango Cho Em, với Elvis Phương (1991)
- TNCD026: Chỉ Là Giấc Mơ Qua, với Họa Mi (1992)
- TNCD030: Ngày Ấy Xa Nhau (1992)
- TNCD037: Nuối Tiếc (1993)
- TNCD049: Mưa Sài Gòn Mưa Hà Nội, với Hương Lan (1993)
- TNCD054: Yêu Anh Như Ngày Xưa, với Dalena (1993)
- TNCD061: Tình Trong Dĩ Vãng, với Phi Khanh (1994)
- TNCD065: Trăng Sáng Vườn Chè (1994)
- TNCD094: Một Ông Hai Bà, với Ái Thanh, Chí Tài (1995)
- TNCD095: Lời Ru Mùa Đông (1995)
- TNCD105: Thuyền Hoa (1995)
- TNCD115: Một Đời Yêu Anh, với Nguyễn Hưng (1996)
- TNCD125: Tơ Duyên (1996)
- TNCD140: Tình, với Thái Châu (1997)
- TNCD164: Ước Hẹn Ngày Mùa (1998)
- Thúy Nga đại diện: Tóc Em Đuôi Gà (1999)
- Tình Đặc Biệt 24: Cô Tấm Ngày Nay (2002)
- Saigon Vafaco: Tình Cầm (2007)
- Thăng Long VA: Đêm Ả Đào (2008)
- Thăng Long VA: Hoa Hồng Ký Ức (2009)

## Trình diễn trên sân khấu

### Trung tâm Thúy Nga
| STT | Tiết mục                                           | Thể hiện với                                                     | Chương trình       | Năm  |
| --- | -------------------------------------------------- | ---------------------------------------------------------------- | ------------------ | ---- |
| 1   | Paris Và Anh (Tùng Giang)                          | solo                                                             | Paris By Night 12  | 1991 |
| 2   | Thơ Ngây (Anh Việt)                                | solo                                                             | Paris By Night 13  | 1991 |
| 3   | Bài Tango Cho Em (Lam Phương)                      | Elvis Phương                                                     | Paris By Night 13  | 1991 |
| 4   | Qua Cầu Gió Bay                                    | Elvis Phương                                                     | Paris By Night 14  | 1991 |
| 5   | Nhìn Nhau Lần Cuối (Anh Thái)                      | Elvis Phương                                                     | Paris By Night 14  | 1991 |
| 6   | LK Mùa Thu                                         | Elvis Phương                                                     | Paris By Night 15  | 1991 |
| 7   | Nuối Tiếc (Trịnh Nam Sơn)                          | Trịnh Nam Sơn                                                    | Paris By Night 15  | 1991 |
| 8   | Em Đi Chùa Hương (Trung Đức, Nguyễn Nhược Pháp)    | solo                                                             | Paris By Night 15  | 1991 |
| 9   | Ngày Về (Hoàng Giác)                               | Họa Mi, Cát Phương                                               | Mùa Xuân Nào Ta Về | 1992 |
| 10  | Nhớ Quê Hương (Phạm Ngữ)                           | solo                                                             | Mùa Xuân Nào Ta Về | 1992 |
| 11  | Mưa Sài Gòn, Mưa Hà Nội (Phạm Đình Chương)         | Hương Lan                                                        | Paris By Night 17  | 1992 |
| 12  | Tình khúc Tháng Sáu (Ngô Thụy Miên)                | solo                                                             | Paris By Night 17  | 1992 |
| 13  | Tát Nước Đầu Đình (Đào Duy Anh)                    | Elvis Phương                                                     | Paris By Night 17  | 1992 |
| 14  | Tóc Mai Sợi Vắn Sợi Dài (Phạm Duy)                 | Duy Quang                                                        | Paris By Night 18  | 1992 |
| 15  | Và Con Tim Đã Vui Trở Lại (Đức Huy)                | solo                                                             | Paris By Night 18  | 1992 |
| 16  | LK Trả Lại Em Yêu, Con Đường Tình Ta Đi (Phạm Duy) | Duy Quang                                                        | Paris By Night 19  | 1993 |
| 17  | Vợ Chồng Quê (Phạm Duy)                            | Elvis Phương                                                     | Paris By Night 19  | 1993 |
| 18  | Tình Nồng Cháy                                     | solo                                                             | Paris By Night 20  | 1993 |
| 19  | Trẩy Hội Ngày Xuân                                 | Ái Thanh, Elvis Phương                                           | Paris By Night 20  | 1993 |
| 20  | Em Về Mùa Thu (Ngô Thụy Miên)                      | solo                                                             | Paris By Night 21  | 1993 |
| 21  | Paris Có Gì Lạ Không Em (Ngô Thụy Miên)            | solo                                                             | Paris By Night 21  | 1993 |
| 22  | Tình Hồng Paris (Lam Phương)                       | Elvis Phương                                                     | Paris By Night 22  | 1993 |
| 23  | Yêu                                                | solo                                                             | Paris By Night 23  | 1993 |
| 24  | Trăng Sáng Vườn Chè (Văn Phụng, Nguyễn Bính)       | Chí Tài                                                          | Paris By Night 24  | 1993 |
| 25  | LK Hãy Yêu Như Chưa Yêu Lần Nào                    | Elvis Phương                                                     | Paris By Night 24  | 1993 |
| 26  | Ô Mê Ly (Văn Phụng)                                | Elvis Phương, Duy Quang, Phi Khanh, Ngọc Trọng, Chí Tài Brothers | Paris By Night 24  | 1993 |
| 27  | Cô Bé Có Chiếc Răng Khểnh (Trần Thiết Hùng)        | solo                                                             | Paris By Night 25  | 1994 |
| 28  | Hát Hội Trăng Rằm                                  | Ái Thanh, Elvis Phương, Chí Tài                                  | Paris By Night 25  | 1994 |
| 29  | Chuyện Bốn Người                                   | Ái Thanh, Trần Phương, Chí Tài                                   | Paris By Night 26  | 1994 |
| 30  | Mấy Nhịp Cầu Tre (Hoàng Thi Thơ)                   | solo                                                             | Paris By Night 26  | 1994 |
| 31  | Đêm Buồn (Văn Phụng)                               | solo                                                             | Paris By Night 27  | 1994 |
| 32  | Tiếng Hát Với Cung Đàn (Văn Phụng)                 | Duy Quang, Elvis Phương, Phi Khanh                               | Paris By Night 27  | 1994 |
| 33  | LK Niềm Vui Đơn Côi, Cỏ Úa (Lam Phương)            | Elvis Phương                                                     | Paris By Night 28  | 1994 |
| 34  | Buồn Ơi Xin Hãy Quên (Hoàng Trọng Thụy)            | Nguyễn Hưng                                                      | Paris By Night 29  | 1994 |
| 35  | Đèn Cù                                             | Chí Tài                                                          | Paris By Night 29  | 1994 |
| 36  | Chú Cuội (Phạm Duy)                                | solo                                                             | Paris By Night 30  | 1995 |
| 37  | Bài Ca Sao (Phạm Duy)                              | Elvis Phương                                                     | Paris By Night 30  | 1995 |
| 38  | Ru Con Mùa Đông (Đặng Hữu Phúc)                    | solo                                                             | Paris By Night 31  | 1995 |
| 39  | Một Ông Hai Bà                                     | Ái Thanh, Chí Tài                                                | Paris By Night 31  | 1995 |
| 40  | Đêm Vinh Quy (Nhật Ngân)                           | Chí Tài                                                          | Paris By Night 32  | 1995 |
| 41  | Đàn Chim Tha Phương (Đức Huy)                      | Elvis Phương, Thanh Hà, Thế Sơn, Nguyễn Hưng, Mỹ Huyền           | Paris By Night 32  | 1995 |
| 42  | Luôn Luôn Mãi Mãi (Đức Huy)                        | solo                                                             | Paris By Night 33  | 1995 |
| 43  | Tango Say (LV: Nhật Ngân)                          | solo                                                             | Paris By Night 34  | 1995 |
| 44  | Tấm Cám (Nhật Ngân)                                | Ái Thanh, Chí Tài, Nguyễn Hưng                                   | Paris By Night 34  | 1995 |
| 45  | Kiếp Sau (Nhật Ngân, Trần Mộng Tú)                 | solo                                                             | Paris By Night 35  | 1996 |
| 46  | Thuyền Hoa (Phạm Thế Mỹ)                           | Nguyễn Hưng                                                      | Paris By Night 35  | 1996 |
| 47  | Tình lỡ Trăm Năm                                   | Nguyễn Hưng                                                      | Paris By Night 36  | 1996 |
| 48  | Người Đẹp Trong Tranh (Phạm Duy)                   | Thế Sơn                                                          | Paris By Night 36  | 1996 |
| 49  | Trước Lầu Ngưng Bích (Lam Phương)                  | Thái Châu, Ngọc Anh, Bảo Hân, Châu Ngọc, Hoàng Lan               | Paris By Night 37  | 1996 |
| 50  | Triệu Đóa Hoa Hồng (LV: Nhật Ngân)                 | solo                                                             | Paris By Night 37  | 1996 |
| 51  | Mộng Dưới Hoa (Phạm Đình Chương, Đinh Hùng)        | Thái Châu                                                        | Paris By Night 38  | 1996 |
| 52  | Hoa Thơm Bướm Lượn                                 | solo                                                             | Paris By Night 38  | 1996 |
| 53  | Chuyện Tình Lá Diêu Bông (Nguyễn Tiến)             | solo                                                             | Paris By Night 39  | 1997 |
| 54  | Tu Là Cõi Phúc, Tình Là Dây Oan (Lam Phương)       | Thái Châu, Trang Thanh Lan, Mỹ Huyền, Hoàng Bích                 | Paris By Night 39  | 1997 |
| 55  | Khúc Ca Dâng Mẹ (Ái Vân)                           | solo                                                             | Paris By Night 40  | 1997 |
| 56  | Đưa Em Xuống Thuyền (Hoàng Thi Thơ)                | solo                                                             | Paris By Night 41  | 1997 |
| 57  | LK Rước Tình Về Với Quê Hương (Hoàng Thi Thơ)      | Mỹ Huyền, Hoàng Lan, Thái Châu, Nguyễn Hưng, Thế Sơn             | Paris By Night 41  | 1997 |
| 58  | Cô Hàng Cà Phê (Canh Thân)                         | Thái Châu                                                        | Paris By Night 42  | 1997 |
| 59  | Ước Hẹn Ngày Mùa (Ái Vân)                          | solo                                                             | Paris By Night 42  | 1997 |
| 60  | Hài kịch: Chuyện Cấm Đàn Ông (Ngô Tấn Triển)       | Hồng Đào, Trang Thanh Lan                                        | Paris By Night 43  | 1998 |
| 61  | Chuyện Tình Nàng Tô Thị (Lam Phương)               | solo                                                             | Paris By Night 43  | 1998 |
| 62  | LK Mưa Chiều Kỷ Niệm                               | Elvis Phương                                                     | Paris By Night 44  | 1998 |
| 63  | Thằng Bờm (Phạm Duy)                               | Kiều Hưng                                                        | Paris By Night 44  | 1998 |
| 64  | Chiều Phủ Tây Hồ (Phú Quang)                       | solo                                                             | Paris By Night 45  | 1998 |
| 65  | Mùa Thu Xa Em (Ngô Thụy Miên)                      | Elvis Phương                                                     | Paris By Night 46  | 1998 |
| 66  | Thị Mầu Lên Chùa (Phạm Duy)                        | Thái Hiền (góp giọng), Bảo Hân                                   | Paris By Night 46  | 1998 |
| 67  | LK Phút Đầu Tiên, Mấy Nhịp Cầu Tre (Hoàng Thi Thơ) | Elvis Phương, Hoàng Lan, Nguyễn Hưng                             | Paris By Night 47  | 1999 |
| 68  | Mời Lên Hái Đóa Hoa Rừng (Hoàng Thi Thơ)           | solo                                                             | Paris By Night 47  | 1999 |
| 69  | Mùa Đông Biệt Ly (Lê Xuân Trường)                  | solo                                                             | Paris By Night 48  | 1999 |
| 70  | Nhớ Về Hội Lim (Trung Đức)                         | solo                                                             | Paris By Night 49  | 1999 |
| 71  | Trên Đồi Xuân (Phạm Duy)                           | solo                                                             | Paris By Night 50  | 1999 |
| 72  | Vỗ Cái Trống cơm (Nguyễn Nghị)                     | solo                                                             | Paris By Night 52  | 1999 |
| 73  | Hài kịch: Người Đàn Bà Cao Số (Nhóm kịch Thúy Nga) | Hồng Đào, Trang Thanh Lan, Quang Minh                            | Paris By Night 53  | 2000 |
| 74  | LK Em Về Chàng Chẳng Cho Về                        | Anh Dũng                                                         | Paris By Night 53  | 2000 |

### Trung tâm Tình
| STT | Tiết mục                                     | Thể hiện với | Chương trình                      | Năm  |
| --- | -------------------------------------------- | ------------ | --------------------------------- | ---- |
| 1   | Hương Đồng Gió Nội (Song Ngọc - Nguyễn Bính) | solo         | Quê Hương Tình Yêu Và Tuổi Trẻ 8  | 2000 |
| 2   | Cô Tấm Ngày Nay (Ngọc Châu)                  | solo         | Quê Hương Tình Yêu Và Tuổi Trẻ 9  | 2001 |
| 3   | Trâu Ơi (Thế Hiện, Thơ: Minh Hiện)           | solo         | Quê Hương Tình Yêu Và Tuổi Trẻ 12 | 2004 |

### Trung tâm Asia
| STT | Tiết mục               | Thể hiện với | Chương trình | Năm  |
| --- | ---------------------- | ------------ | ------------ | ---- |
| 1   | Lý Cây Đa              | solo         | ASIA 33      | 2001 |
| 2   | Thằng Cuội (Lê Thương) | Mạnh Đình    | ASIA 34      | 2001 |